# 乘风破浪的姐姐 (越南版)
乘风破浪的姐姐是越南的女团竞演真人秀。节目邀请30位年龄在30岁以上的已出道女艺人，通过封闭式训练和比赛，最终7人组成全新女团，该节目第一季于2024年2月3日完结。该节目是《乘风破浪的姐姐》的越南版，节目于2023年10月28日起在越南国家电视台综艺娱乐频道（VTV3）、芒果TV以及YouTube的Yeah1频道播出。此外，该节目的五人组成LUNAS组合，于2024年5月发行歌曲《MOONLIGHT》。
节目第二季预计于2024年10月26日起播出。

## 节目嘉宾

### 第一季
宁杨兰玉、妙兒、秋芳、鴛靈、Hà Kino、Yến Trang、秀薇、Thanh Ngọc、Phạm Lịch等。

## 主题曲
第一季
主题曲为《Nơi Bình Minh Đầy Nắng》。
第二季
主题曲是《银河中的星星》。